# ジョン・フレミング
サー・ジョン・アンブローズ・フレミング（Sir John Ambrose Fleming, 1849年11月29日 - 1945年4月18日）は、イギリスの電気技術者、物理学者。1904年、熱イオン管または真空管（二極管）「ケノトロン (kenotron)」を発明したことで知られている。また、数学や電子工学で使われるフレミングの左手の法則および右手の法則を考案した。
敬虔なキリスト教徒で、ロンドンの教会（St Martin-in-the-Fields）で復活の証拠について説教したことがある。1932年、Evolution Protest Movement の確立に関与している。子ができなかったため、遺産の多くを教会に遺贈した。写真家としてもかなりの腕前で、水彩画やアルプス登山を趣味とした。

## 前半生
ランカシャー州ランカスターに生まれる。父は会衆派教会の聖職者だった。ユニバーシティ・カレッジ・ロンドンにて学び、1877年ケンブリッジ大学セント・ジョンズ・カレッジに進学。1881年に学士号を取得し、1883年にフェローとなった。ケンブリッジ大学、ノッティンガム大学、ユニヴァーシティ・カレッジ・ロンドンで講師を務め、ユニヴァーシティ・カレッジ・ロンドンでは最初の電気工学教授に就任。また、マルコーニ無線電信会社、フェランティ、エジソン電信会社後にエジソン電灯会社などのコンサルタントを務めた。1892年、変圧器の理論についての重要な論文をロンドンの英国電気工学会に提出した。

## 学生時代と私生活
フレミングが学校に通い始めたのは10歳のときで、特に幾何学が得意だった。それ以前は母から教えられていて、Child's Guide to Knowledge という子供向けの本をよく読んでいた。大人になってからも、その本から引用することがあった。University College School に進学し、数学では優秀だったが、ラテン語ではいつも成績が悪かった。
子供のころから技師になりたいと思っていた。11歳のとき自分の工房を持ち、エンジンつきの船の模型を作っている。またカメラを自作しており、生涯に渡って写真撮影を趣味とした。色々なものを作るのに必要な資金は一家の財政ではまかなえず、学校に通うと同時に働いて稼いだ。
ユニヴァーシティ・カレッジ・ロンドンでは数学者オーガスタス・ド・モルガンと物理学者 George Carey Foster に師事し、学士号を取得して1870年に卒業。その後 Royal College of Science（現在のインペリアル・カレッジ・ロンドン）で化学を学ぶ。そこで初めてボルタ電池に出会い、最初の論文のテーマに選んだ。当時新たに創設されたロンドン物理学会（現在のイギリス物理学会）に最初に提出された論文で、同会の議事録1巻目の最初のページに記されている。金銭的に行き詰ってきたため働き始め、1874年夏にはパブリックスクールで科学講師をして年に400ポンドを稼いだ。独自の研究も続け、ケンブリッジ大学のジェームズ・クラーク・マクスウェルに師事。彼が受けたマクスウェルの講義は非常に難解だった。フレミングによればマクスウェルの講義は不明瞭な部分が多く、「逆説的で暗示的な言い方」が多かったという。時には聴講生がフレミング1人だけということもあったという。今度は化学と物理学で首席で卒業。その後ケンブリッジ大学で1年間機械工学実験の実演者として勤め、ノッティンガム大学で物理学と数学の教授になったものの、1年以内に他に移った。
1887年6月11日、バースの法務官の娘と結婚。その妻とは死別し（1917年）、1928年7月27日にブリストルの歌手と結婚した。

## 業績
1882年にノッティンガム大学を去ると、フレミングはエジソン電灯会社で電気技師として勤め、新たに創業したフェランティで交流システムについて助言したりしている。1884年、ユニヴァーシティ・カレッジ・ロンドンで電気工学の教授に就任。イングランドでは初の電気工学教授職である。これは大変な名誉だったが、実際に提供された機器は黒板とチョークだけだったと、後の自伝で記している。そのころフレミングの法則を発表した。この法則はフレミング右手の法則とフレミング左手の法則から成り、マイケル・ファラデーによって発見された電磁誘導（モーターや発電機などの基礎原理・専門分野では電磁気学がある）を判りやすく人間の手の形で表した物として知られている。
これは彼がロンドン大学で教鞭をとっていた際、何度電磁誘導を説明しても「電流によって発生する磁場」と「磁場によって発生する電流」の関係を憶えられない学生が見られたため、これをイメージしやすい形で表した。今日では多くの国で義務教育過程にて教えられる。1892年に王立協会フェロー選出。
1897年、ユニヴァーシティ・カレッジ・ロンドンにペンダー研究所が創設され、フレミングが所長に就任した。この研究所はケーブル・アンド・ワイヤレス（当時はイースタン・テレグラフ・カンパニー）の創業者ジョン・ペンダーが5000ポンドを寄付したことを記念して創設されたものである。1899年にはグリエルモ・マルコーニの創業したマルコーニ社の科学アドバイザーとなり、間もなくマルコーニ社が大西洋横断無線電信を行うための発電所の設計を行った。
熱電子放出（エジソン効果）の研究を行い、1904年11月、整流器として機能する二極真空管を発明。当初「発振管 (oscillation valve)」と呼んでいた。後にこの発明の特許を取得している。他にも「熱イオン管」、「真空二極管」、ケノトロン (kenotron)、フレミング管などとも呼ばれた。合衆国最高裁判所は、出願書類の記述に不備がある点、出願当時既に既知の技術だった点などを指摘し、後にこの特許を無効としている。この発明は最初の真空管であり、電子工学の始まりとされることが多い。フレミングの二極管はすぐさま鉱石検波器に取って代わり、ラジオ受信機やレーダー機器などに利用され、約50年後になって半導体テクノロジーに置き換えられた。
1906年にはアンテナの指向性の理論つけをおこなった。
1906年、アメリカ合衆国のリー・ド・フォレストが制御「グリッド」を加えた真空管「オーディオン (Audion)」を発明。フレミングはアイデアを盗用したとしてド・フォレストを告訴した。間もなくド・フォレスト自身やエドウィン・アームストロングがその三極管を改良し、電子アンプに使われるようになった。三極管は長距離電話や無線通信、レーダー、初期の電子計算機に欠かせないものとなっていった。それらの特許に関する法廷での争いは長く続き、どちらも完全な勝利は収められなかった。フレミングは他にも測光、電子工学、無線電信、電気計測などの分野に貢献した。交流電力システムの真の電力を表す力率 (power factor) という用語を作った。
1927年、77歳でユニヴァーシティ・カレッジ・ロンドンを退職したが、アメリカテレビジョン学会の初代会長に就任するなど、新技術の支持者として活躍し続けた。1929年にはナイトに叙された。1945年、デヴォン州シドマスの自宅で死去。

## 著作
- Electric Lamps and Electric Lighting: A course of four lectures on electric illumination delivered at the Royal Institution of Great Britain (1894) 228 pages, ISBN 0548479372.
- The Alternate Current Transformer in Theory and Practice "The Electrician" Printing and Publishing Company (1896)
- Magnets and Electric Currents E. & F. N. Spon. (1898)
- A Handbook for the Electrical Laboratory and Testing Room "The Electrician" Printing and Publishing Company (1901)
- Waves and Ripples in Water, Air, and Aether MacMillan (1902).
- The Evidence of Things Not Seen Christian Knowledge Society: London (1904)
- The Principles of Electric Wave Telegraphy (1906), Longmans Green, London, 671 pages.
- The Propagation of Electric Currents in Telephone and Telegraph Conductors (1908) Constable, 316 pages.
- An Elementary Manual of Radiotelegraphy and Radiotelephony (1911) Longmans Green, London, 340 pages.
- On the power factor and conductivity of dielectrics when tested with alternating electric currents of telephonic frequency at various temperatures  (1912) Gresham, 82 pages, ASIN: B0008CJBIC
- The Wonders of Wireless Telegraphy : Explained in simple terms for the non-technical reader Society for promoting Christian Knowledge (1913)
- The Wireless Telegraphist's Pocket Book of Notes, Formulae and Calculations The Wireless Press (1915)
- The Thermionic Valve and its Development in Radio Telegraphy and Telephony (1919).
- Fifty Years of Electricity The Wireless Press (1921)
- Electrons, Electric Waves and Wireless telephony The Wireless Press (1923)
- Introduction to Wireless Telegraphy and Telephony Sir Isaac Pitman and Sons Ltd. (1924)
- Mercury-arc Rectifiers and Mercury-vapour Lamps London. Pitman (1925)
- The Electrical Educator (3 volumes), The New Era Publishing Co Ltd (1927)
- Memories of a Scientific life Marshall, Morgan & Scott (1934)
- Evolution or Creation? (1938) Marshall Morgan and Scott, 114 pages, ASIN: B00089BL7Y - outlines objections to Darwin.
- Mathematics for Engineers George Newnes Ltd (1938)

## 主な受賞歴
- 1921年 - アルバート・メダル
- 1928年 - ファラデー・メダル
- 1933年 - IRE栄誉賞（IEEE栄誉賞の前身）
- 1935年 - フランクリン・メダル